# Peperomia pellucidoides
Peperomia pellucidoides är en pepparväxtart som beskrevs av Truman George Yuncker. Peperomia pellucidoides ingår i släktet peperomior, och familjen pepparväxter. Inga underarter finns listade i Catalogue of Life.